# Bellevue-la-Montagne
Bellevue-la-Montagne är en kommun i departementet Haute-Loire i regionen Auvergne-Rhône-Alpes i centrala Frankrike. Kommunen ligger i kantonen Allègre som tillhör arrondissementet Le Puy-en-Velay. År 2022 hade Bellevue-la-Montagne 448 invånare.

## Befolkningsutveckling
Antalet invånare i kommunen Bellevue-la-Montagne
| Referens: INSEE |